# Данильченко Світлана Федорівна
Світлана Федорівна Данильченко (18 лютого 1938, Миколаїв — 2008, Одинцово) — радянська актриса театру і кіно. Популярність отримала завдяки зйомкам у телесеріалі «Вічний поклик» та ряді інших популярних кінофільмів.

## Життєпис
Світлана Данильченко народилася в 1938 році в місті Миколаєві Української РСР.
Батьки Світлани приїхали до міста Троїцька (Челябінська область) з Середньої Азії напередодні її вступу до школи в 1945 році. Навчалася в школі для дівчаток № 14 з першого по сьомий клас. Після закінчення в 1962 році ВДІКу (майстерня Григорія Козинцева), вона один рік була актрисою Московського експериментального театру пантоміми «Ектемім» під керівництвом Олександра Румньова. Потім один сезон відпрацювала в Театрі імені Ленінського комсомолу (Ленком). У 1965 році Світлана Данильченко увійшла до штату кіностудії «Мосфільм» та Театру-студії кіноактора, де залишалася до 1983 року. Зніматися в кіно почала ще навчаючись в інституті.
У 1965 році Світлана Данильченко вийшла заміж за кінорежисера Нікоса Папатакіса. Від цього шлюбу у неї народився син. Але згодом шлюб розпався.
Жила вона в Підмосков'ї, в Одинцово та селищі Часци. Звільнилася зі штату «Мосфільму» в 1983 році. Жила скромно. Страждала від алкогольної залежності.
Померла Світлана Данильченко в 2008 році.
Похована на Петелинському кладовищі в сільському поселенні Часцовське Одинцовського району Московської області.

## Фільмографія
- 1958 — Коли починається юність — Саня
- 1959 — Гаряча душа — Яснова
- 1962 — Ми вас кохаємо — Еліза
- 1963 — Люди не все знають — Гануся
- 1963 — Співробітник НК — Федосєєва
- 1965 — Немає невідомих солдатів — Юлія
- 1965 — Скільки років, скільки зим — Люба
- 1965 — Хочу вірити — Світлана
- 1969 — Король-олень — серендиппська дівчина
- 1970 — Білоруський вокзал — офіціантка
- 1971 — Їхали в трамваї Ільф і Петров — дівчина в береті
- 1973 — Ця весела планета — епізод
- 1974 — Єдина дорога — Бранка
- 1975 — Дерсу Узала — Ганна, дружина Володимира Арсеньєва
- 1976 — Зіниця ока — Саша
- 1973 — 1983 — Вічний поклик — дружина Кружиліна (серії 8-10 та 16-17)
- 1974 — 1977 — Ходіння по муках — дама за столом
- 1979 — Склянка води — епізод
- 1981 — Лютневий вітер — дружина губернатора